# Tereza Svatová
Tereza Svatová v Knize narozených Teresie Anna Albertová (31. března 1858 Žamberk – 19. února 1940 Vysoké Mýto) byla česká spisovatelka.

## Život
Tereza se narodila v rodině hodináře a později městského duchovního, Františka Alberta a Kateřiny Zdobnické v Žamberku. Její sourozenci byli: Eduard (1841–1900), český chirurg, univerzitní profesor a básník, Magdalena (1844), Vincenc (1848), František (1856–1923), lékař a spisovatel a Kateřina Thomová (1861–1952), představitelka žambereckého ochotnického divadla a zakladatelka žambereckého muzea.
V roce 1860, kdy jim vyhořel dům, ji dali rodiče na vychování manželům Princovým do Ústí nad Orlicí – Tarsila Princová byla mladší sestrou Tereziny matky. V patnácti letech manželé Princovi Terezu adoptovali. 12. října 1874 se Tereza provdala za berního adjunkta Josefa Svatu (1849–1927), který pracoval v Ústí nad Orlicí a později v Mladé Boleslavi u berního úřadu. Měli spolu čtyři děti: Josefa (1880–1927) kaplana v Koclířově, Tarsilu, Marii a Terezii. Po penzionování manžela žila rodina ve Vysokém Mýtě.
Od roku 1880 psala Tereza povídky a fejetony, které publikovala v Národních listech, Květech a Lumíru. Jejich redaktoři – Jan Neruda, Servác Heller a Josef Václav Sládek ji v této práci povzbuzovali a ujišťovali, že má spisovatelský talent.
Psala nejraději vzpomínky a fejetony. Úzkostlivě dbala na pravdivost obsahu. Napsala také vzpomínky na Jaroslava Vrchlického, se kterým ji pojilo dlouholeté přátelství. Své povídky vydala i knižně ve dvou svazcích „Selské črty" a „Črty ze společnosti". V knize více autorů Skromní a zapomenutí jí byla uveřejněna povídka Pan farář Chaloupka.
Kromě již výše zmíněných tiskovin byly její vzpomínky a fejetony uveřejňovány v časopisech a novinách Osvěta, Topičův Sborník, Zvon, Ženský svět, Ženské listy, Lada, Národní politika.

## Dílo

### Próza
- Obrácen [povídka] – In: Za praporem sokolským posvěceno mužnému duchu Čechův: Slovanská Praha, 1887
- Selské črty – Praha: Libuše, matice zábavy a vědění, 1894
- Črty ze společnosti – Praha: F. Šimáček, 1897
- Skromní a zapomenutí: památník literárně uměleckého kroužku v Mladé Boleslavi – povídka Pan farář Chaloupka. Mladá Boleslav: 1908?
- Vrchlický v Žamberku: [5 črt ] – In: Národní listy. 16. února 1913
- Povídka – s ilustracemi Josefa Chlebečka. Mladá Boleslav: Karel Vačlena, 1924
- Fejetony z minula a dneška

### Překlad
- Step – Alex d’Arc; z francouzštiny; předmluvu napsal Pierre Loti. Vídeň: Vídeňská Matice, 1912

## Fotogalerie

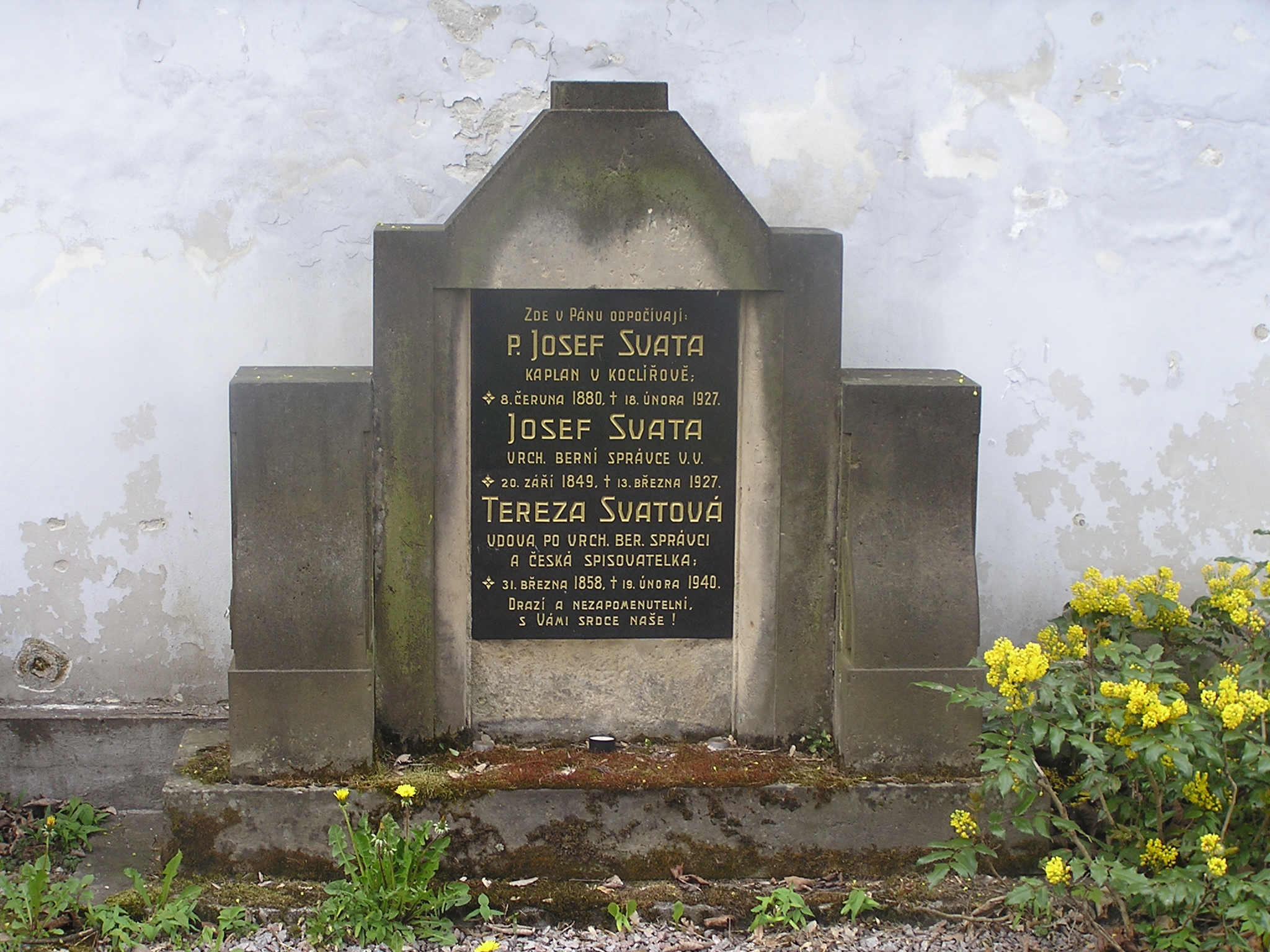
Hrob Terezy Svatové na hřbitově v Žamberku